# Aïn Ben Khelil
Ain Ben Khelil là một đô thị thuộc tỉnh Naama, Algérie. Dân số thời điểm năm 2002 là 3.776 người.